# Luzège
Die Luzège ist ein Fluss in Frankreich, der im Département Corrèze in der Region Nouvelle-Aquitaine verläuft. Sie entspringt am Plateau de Millevaches im Gemeindegebiet von Meymac, entwässert generell in südlicher Richtung, durchquert im Oberlauf den Regionalen Naturpark Millevaches en Limousin und mündet nach rund 64 Kilometern unterhalb von Laval-sur-Luzège im Staubereich der Barrage du Chastang als rechter Nebenfluss in die Dordogne. In der Nähe von Lapleau befindet sich die Talsperre Barrage de la Luzège sowie das bekannte Viaduc des Rochers Noirs.

## Orte am Fluss
- Meymac
- Maussac
- Lapleau
- Soursac
- Laval-sur-Luzège